# ألويس كولب
ألويس كولب (بالألمانية: Alois Kolb) هو نقاش ‏ ورسام نمساوي، ولد في 12 فبراير 1875 في فيينا في النمسا، وتوفي في 5 أبريل 1942 في لايبزيغ في ألمانيا.

## معرض صور

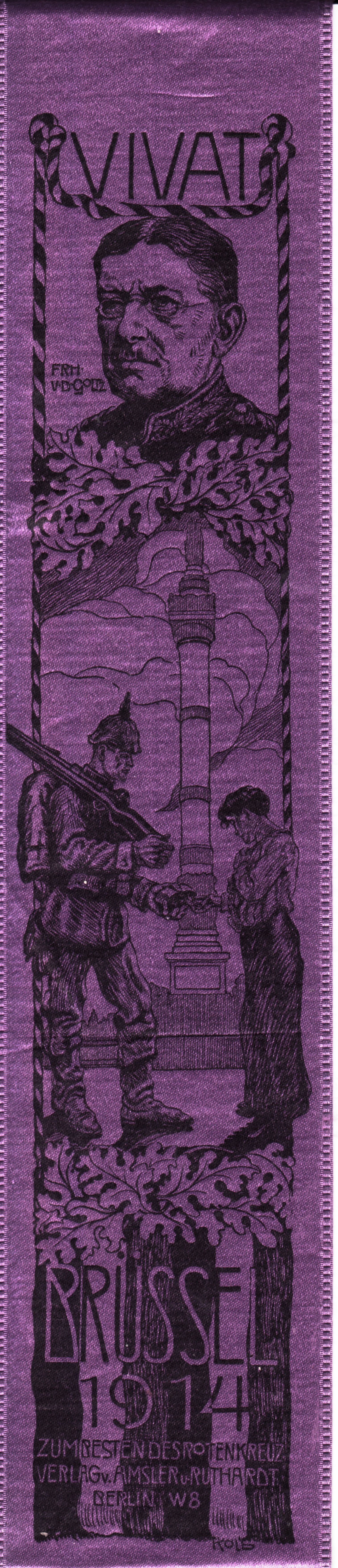
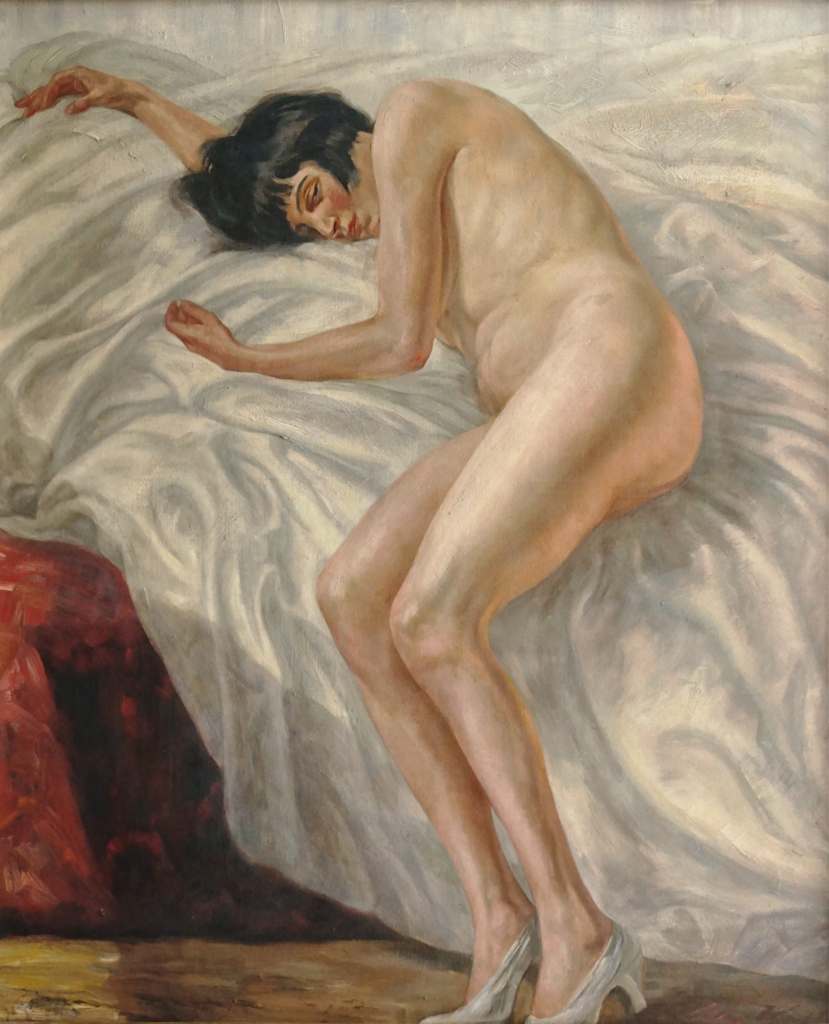
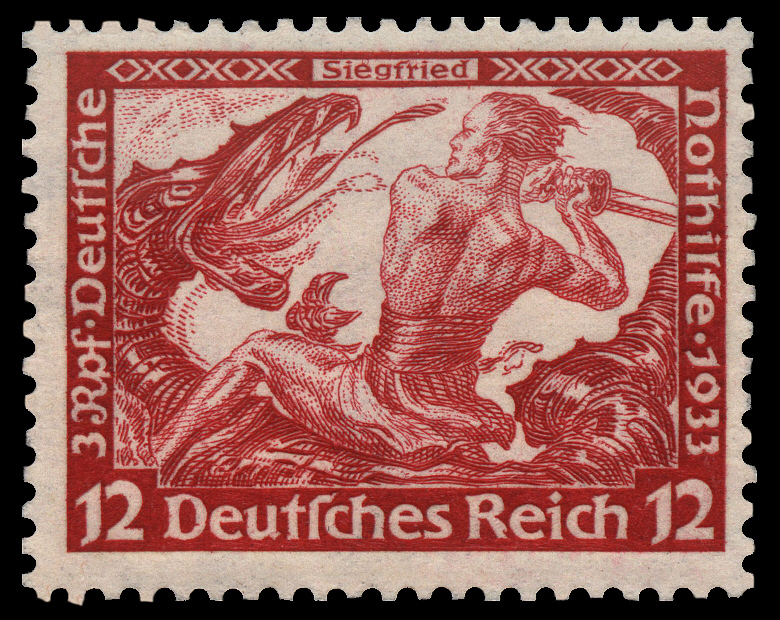
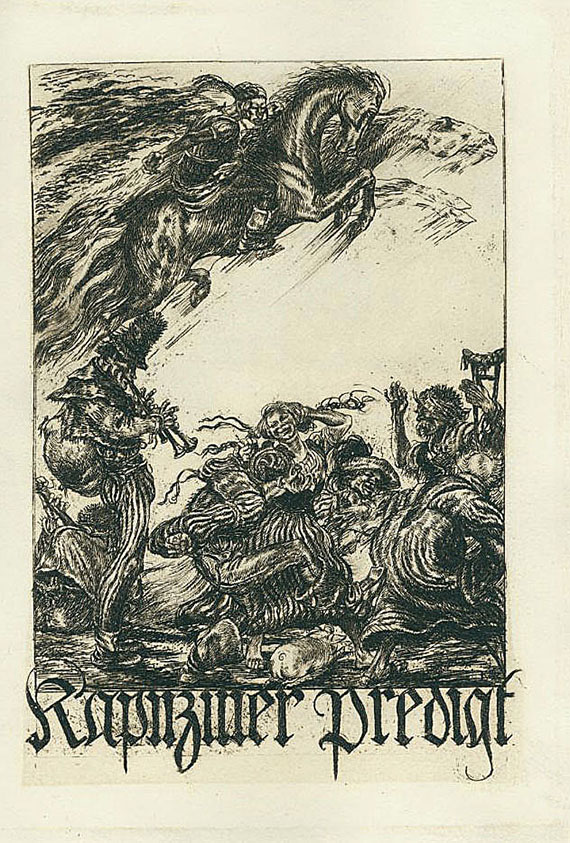